# Voie navigable E40
Pour les articles homonymes, voir E40.
Ne doit pas être confondu avec Route européenne 40.
La voie navigable E40 est un projet de voie navigable reliant la Mer Baltique à la Mer Noire. Elle doit traverser la Pologne, la Biélorussie et l'Ukraine.